# 트레버 잭슨

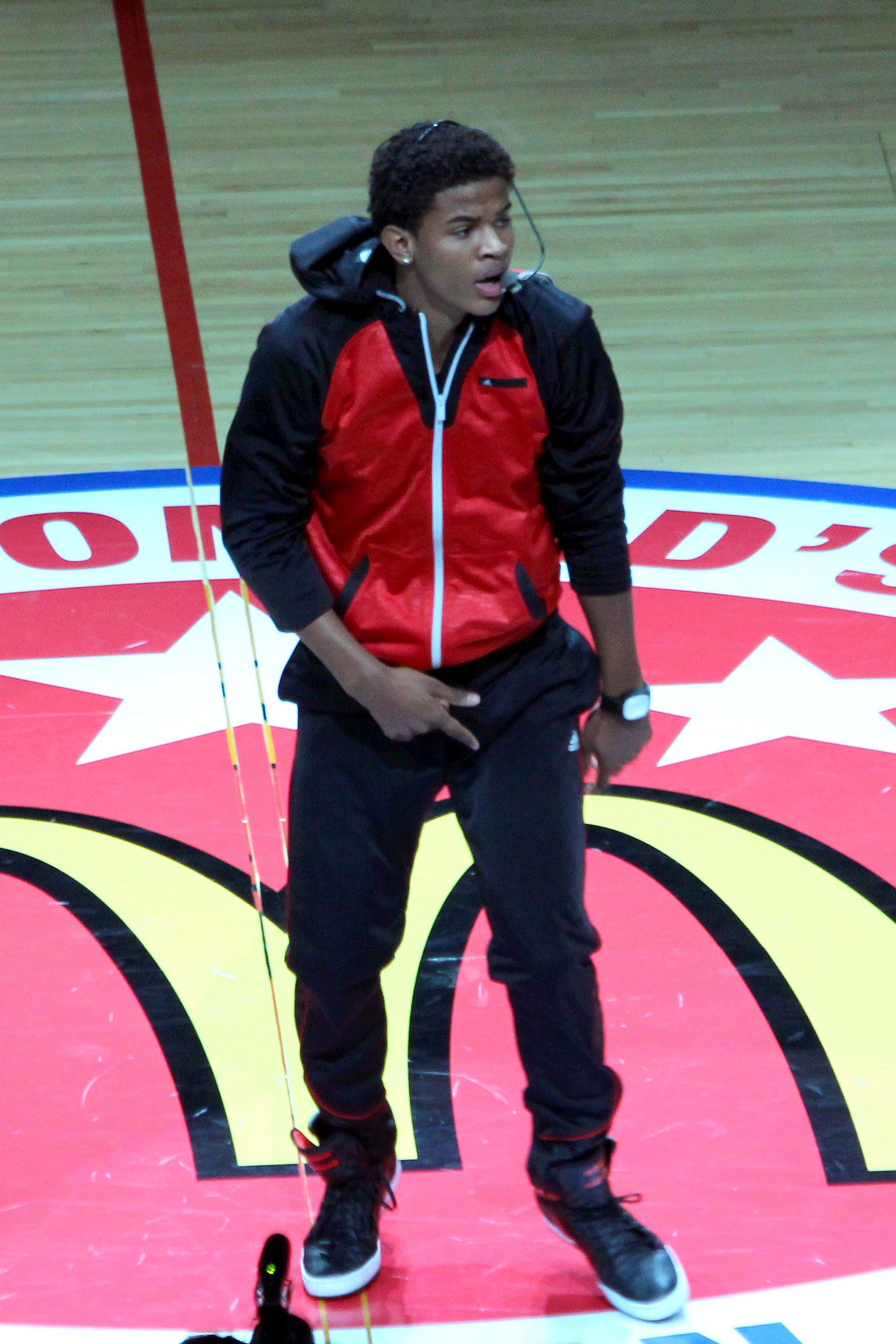

트레버 잭슨(Trevor Jackson, 1996년 8월 30일 ~ )은 미국의 배우, 가수, 영화배우, 텔레비전 배우, 모델, 작곡가 겸 작사가, 연극 배우, 싱어송라이터이다.
인디애나폴리스에서 태어났다.

## 방송
- 그로운-이시 시즌3
- 그로운-이시 시즌2
- 그로운-이시
- 아메리칸 크라임 시즌2
- 유레카 시즌5

## 영화
- 슈퍼플라이 (2018년)
- 쥬브나일스 (2017년)
- 죽는 날까지 (2017년)
- 아메리칸 크라임 시즌2 (2016년)
- 렛 잇 샤인 (2012년)